# Charles Ernest Beulé
Charles Ernest Beulé (29 de juny de 1826 -4 d'abril de 1874) va ser un polític i arqueòleg francès.

## Biografia
Nascut a Saumur, Maine-et-Loire, va ser educat a l'École Normale, i després a Moulins, va ser enviat a Atenes el 1851 com un dels professors de l'École Française d'allà.
Ell va tenir la fortuna de descobrir la propylaea de l'acròpoli, i va publicar, L'Acropole d'Athènes. A la seva tornada a França va ser fet cavaller de la Légion d'honneur, professor d'arqueologia de la Bibliothèque Impériale, membre de l'Académie des Inscriptions et Belles-Lettres, i secretari perpetu de l'Académie des Beaux-Arts.
En política va ser elegit membre de l'Assemblea Nacional Francesa el 1871 per part del partit orleanista. Entre maig i novembre de 1873 va ser ministre de l'Interior.
Es va suïcidar el 4 d'abril de 1874.

## Obres
Les seves obres més importants són: Études sur le Peloponnese (2nd edition 1875); Les Monnaies d'Athenes (publicat el 1858); L'Architecture au siècle de Pisistrate (publicat el 1860); i Fouilles à Carthage (publicat el 1861).
Beulé també va ser l'autor de : Histoire de l'art grec avant Pericles, de 1870, i Le Proces des Cesars publicat entre 1867 i 1870.